# Марани, Диего
Диего Марани (итал. Diego Marani; род. 1959, Трезигалло) — итальянский писатель, изобретатель искусственного языка «европанто».

## Биография
Переводчик в Совете Евросоюза. В настоящее время работает в Европейской комиссии по проблемам многоязычия (Брюссель). Выступает как сценарист, ведет колонку в ежедневной деловой газете Il Sole 24 Ore.
Был гостем Московского Международного открытого книжного фестиваля (2009).

## Творчество
Романы Марани посвящены проблемам идентичности, в большой мере — языковой. Он сам называет свои романы лингвистическими.

## Романы
- Caprice des Dieux (1994)
- Надоеда/ Zanzare (1995)
- Las Adventures des Inspector Cabillot (1998, на языке европанто)
- Новая грамматика финского языка/ Nuova grammatica finlandese (2000, премия Гринцане Кавур, короткий список премии «Индепендент» за переводную прозу; фр. пер. 2003, 2005, исп. пер. 2004, словен. пер. 2008; англ. пер. 2011, 2012, 2013; голл пер. 2013)
- Последний из вотяков/ L’ultimo dei Vostiachi (2001), премия Стреза, финалист премии Кампьелло; фин. пер. 2004, исп. пер. 2005, англ. пер. 2012, 2013)
- Переводчик/ L’interprete (2004, яп. пер. 2007)
- Школьный приятель/ Il compagno di scuola (2005)
- Трезигалльская энциклопедия/Enciclopedia tresigallese (2006)
- Зачарованный велосипед/ La bicicletta incantata (2007)
- Друг женщин/ L’amico delle donne (2008, фр. пер. 2011)
- Пес Господень/ Il cane di Dio (2012)
- Il cacciatore di talenti, новеллы (2013)

## Эссе
- По Триесту вместе со Звево/ A Trieste con Svevo (2003)
- Come ho imparato le lingue (2005)

## Признание
Премия Десси (2001).